# Strymon oribata
Strymon oribata is een vlinder uit de familie van de Lycaenidae. De wetenschappelijke naam van de soort werd als Thecla oribata in 1890 gepubliceerd door Weymer.

## Synoniemen
- Thecla arenicola Jörgensen, 1934
- Thecla punona Clench, 1944
- Thecla rojasi Ureta, 1956
- Eiseliana koehleri Toledo, 1978